# 備南銀行

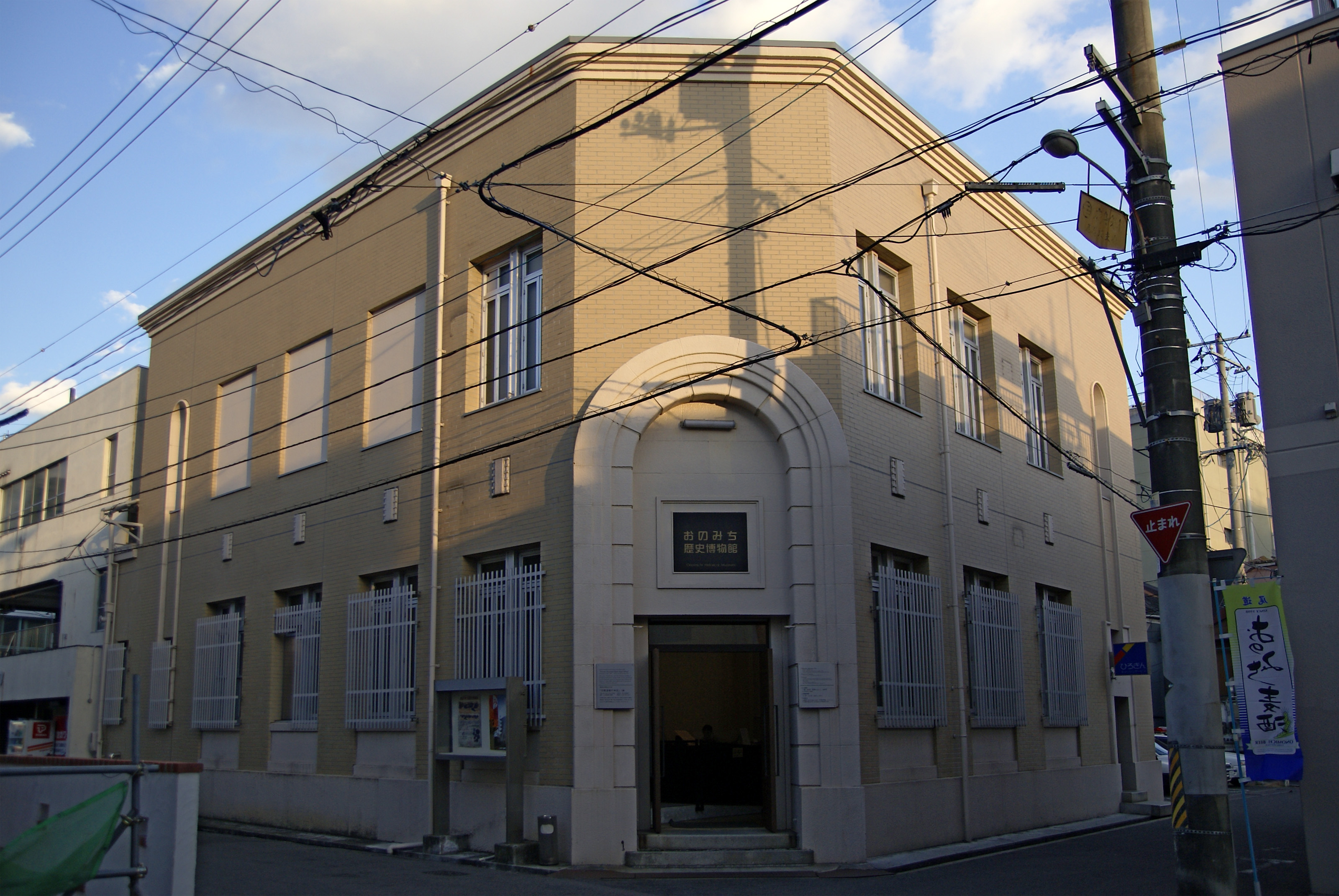
旧備南銀行本店 / 尾道銀行本店を継承したもので現・おのみち歴史博物館。銀行店舗だった時代の雰囲気を残している。

株式会社備南銀行（びなんぎんこう）は、1930年（昭和5年）10月、尾道市に設立された地方銀行で、広島銀行の前身行の一つである。

## 沿革

### 備後諸行の合同構想
1919年（大正8年）に始まる戦後恐慌を背景に県下の中小銀行が取り付け・休業に陥ると、政府および広島県は銀行合同政策を進め、1920年には県下7行の新立合併による（旧）芸備銀行が設立されたが、備後（広島県東部）地域でも同様の動きが進行した。まず1926年1月には備南（備後南部）地域を営業圏とする尾道銀行・福山銀行・鞆銀行・松永実業銀行、および備北地域を営業圏とする世羅銀行・芦品銀行・備後銀行の計7行の合同、続いて1927年（昭和2年）10月には世羅銀行と山岡銀行・三次銀行・三次実業銀行の備北4行の合同が進められたが、一部銀行の反対からいずれも実現をみなかった。これらの銀行のうち世羅銀行・山岡銀行は、以降、同じ備北地域の銀行よりも備南地域の銀行との統合を模索していくことになった。その後1929年には尾道・世羅・山岡・備後の4行の合同が進められ、同年1月、備後銀行を除外した3行による新立合併の覚書が交わされ、翌1930年7月には合併を承認する株主総会が開かれた。

### 備南銀行発足と他行の動向
1930年（昭和5年）10月には3行の新立合併による新銀行「備南銀行」の設立が認可され、創立総会を開催して尾道銀行頭取であった鳥居哲が頭取に選ばれた。設立時の資本金は2,000,000円、払い込み金は500,000円、株式総数40,000株のうち5,490株を山岡銀行頭取であった山岡儀平とその一族が保有し、山岡および世羅銀行頭取の毛利隆は取締役に就任したが、役員12名のうち半数の6名は合併銀行中で最も規模の大きかった尾道銀行出身者が占めた。翌11月には尾道市の本店（旧尾道銀行本店）のほか、前身3行から甲山・矢野・広島・大手町・福山・府中・三原・久井・徳良の9支店、さらに出張所7ヵ所・代理店24ヵ所を引き継いで開業した。また、当行は尾道唯一の本店銀行となったことから尾道の商工業者からのバックアップを受けており、前身行である尾道銀行の地位を継承し尾道市の金庫業務を受託していた。
一方、他の備南地域の銀行は備後銀行が1934年に藝備銀行に買収される一方で、福山銀行・松永実業銀行・西原銀行が岡山県に本拠をおく第一合同銀行、鞆銀行・桑田銀行が同じく岡山県の山陽銀行に合併され、最終的には中国銀行の発足（1930年）へと合流した。この結果、備南地域は現在、（備南銀行の後身となった）広島銀行と中国銀行が入り組む営業圏となっている。

### （新）芸備銀行の設立
戦時体制下で「一県一行」を求める国・県の圧力が強まると、当行は（旧）芸備銀行・広島合同貯蓄銀行・呉銀行・三次銀行の4行とともに（新）芸備銀行の新立合併に参加し、1945年（昭和20年）5月の同行開業に際して解散した。当行の解散によって尾道に本店をおく銀行は消滅し、尾道市の金庫業務は備南銀行本店を継承する芸備銀行（のち商号変更により広島銀行）尾道東支店に引き継がれた。

### 年表
- 1926年（大正15年）1月：尾道銀行・世羅銀行など備後地域7行の合同工作。
- 1927年（昭和2年）10月：世羅銀行・山岡銀行など備北4行の合同工作。
- 1929年（昭和4年）1月：尾道銀行・世羅銀行・山岡銀行3行による合併覚書の調印。
- 1930年（昭和5年）
  - 10月9日：尾道銀行・世羅銀行・山岡銀行の3行の新立合併による備南銀行の設立認可。
  - 10月31日：備南銀行の創立総会（新立合併）。
  - 11月1日：尾道市久保町の旧尾道銀行本店を本店として開業。9支店を設置。
- 1932年（昭和7年）4月：双三郡吉舎町に吉舎支店を新設。
- 1933年（昭和8年）9月：矢野支店を甲奴郡上下町に移転し上下支店と改称。
- 1945年（昭和20年）
  - 4月25日：当行および呉銀行・（旧）芸備銀行・広島合同貯蓄銀行・三次銀行の5行合併による（新）芸備銀行の新立合併認可。
  - 5月1日：（新）芸備銀行の新立合併・開業。備南銀行解散。

## 当行に統合された銀行
以下の3行は1930年の当行の設立（新立合併）に参加し解散したものである。

### 尾道銀行
（株）尾道銀行（おのみちぎんこう）は、1895年（明治28年）10月16日に尾道に設立され同年11月1日に開業した（株）尾道貯蓄銀行（おのみちちょちくぎんこう）が、1922年（大正11年）1月1日に普通銀行へと転換され改称（商号変更）したものである。当行への新立合併に際し尾道の旧本店は当行の本店、広島・（広島）大手町・福山・府中・三原の5店舗は当行の支店として継承された。

### 世羅銀行
（株）世羅銀行（せらぎんこう）は、1898年5月5日に世羅郡甲山町（現・世羅町）に設立され同年7月1日に開業した。当行への新立合併に際して甲山町の旧本店および久井・徳良の2店舗は当行の支店として継承された。

### 山岡銀行
（株）山岡銀行（やまおかぎんこう）は、1897年12月22日沼隈郡鞆町（現・福山市）に設立され翌1898年2月5日に開業した（株）鞆貯蓄銀行（ともちょちくぎんこう）が、1922年1月1日に普通銀行への転換で改称（商号変更）し本店を甲奴郡矢野村（現・府中市）に移転して再発足したものである。当行への新立合併に際して、矢野村の本店は当行の矢野支店として継承された。

## 歴代頭取
- 初代：島居哲（1930年10月 - 1935年7月）[6]
- 2代：橋本吉次郎（1935年7月 - 1945年4月）[17]

## 店舗
設立時には尾道市の本店のほか、9支店・7出張所・24代理店が置かれ、その後1支店が増設された。

### 本店
尾道市久保町の本店はもともと1923年（大正12年）竣工の尾道銀行本店であり、鉄筋コンクリート構造（一部木造）・地上2階建てで外装は煉瓦積みの建造物である（記事冒頭の画像参照）。1945年（昭和20年）5月の（新）芸備銀行への新立合併の後には、同行（1950年以後は広島銀行）の「尾道東支店」となり、ついで支店統廃合で「市役所前出張所」とされ、2004年（平成16年）に店舗としては廃止された。その後尾道市の重要文化財となり、改装をｌ経ておのみち歴史博物館として使用されている。

### 支店
- 甲山支店（世羅郡甲山町甲山（現・世羅町）） - 旧世羅銀行本店[4]。
- 矢野支店（甲奴郡矢野村矢野（現・府中市）） - 旧山岡銀行本店。1933年（昭和8年）9月に甲奴郡上下町に移転し「上下支店」と改称[4]。
- 広島支店（広島市橋本町（現・中区）） - 旧尾道銀行広島支店[4]。
- 大手町支店（広島市大手町） - 旧尾道銀行大手町支店[4]。
- 福山支店（福山市船町） - 旧尾道銀行福山支店[4]。
- 府中支店（芦品郡府中町府中（現・府中市）） - 旧尾道銀行府中支店[4]。
- 三原支店（御調郡三原町三原（現・三原市）） - 旧尾道銀行三原支店[4]。
- 久井支店（御調郡久井村江木（現・三原市）） - 旧世羅銀行久井支店[4]。
- 徳良支店（世羅郡神田村下徳良（現・三原市）） - 旧世羅銀行徳良支店[4]。
- 吉舎支店（双三郡吉舎町（現・三次市）） -　1932年（昭和7年）4月新設[4]。